# Vị vua huyền thoại
Vị vua huyền thoại (tên gốc tiếng Hindi: चंद्रगुप्त मौर्य, tiêu đề quốc tế: Chandragupta Maurya) là bộ phim sử thi Bollywood kể về vị hoàng đế vĩ đại nhất lịch sử Ấn Độ – Chandragupta Maurya, người sáng lập Mauryn, đế chế lớn nhất từng có ở vùng tiểu lục địa Ấn Độ. Được phát sóng trên Sony TV từ ngày 14 tháng 11 năm 2018 đến ngày 30 tháng 8 năm 2019 và phát sóng lại tại Việt Nam trên kênh TodayTV từ ngày 10 tháng 12 năm 2019 đến ngày 25 tháng 2 năm 2020. Chương trình được sản xuất bởi One Life Studios của Siddharth Kumar Tewary. Vị vua huyền thoại là bộ phim tiếp nối liền mạch của phim Hoàng đế Porus.

## Nội dung
Bối cảnh của phim diễn ra vào năm 320 trước Công nguyên, sau cái chết của Porus và Alexander Đại đế. Tướng Seleucus Nikator của Alexander vẫn ở Ấn Độ và liên minh với Ambhiraj (tức Ambhikumar – người cai trị Takshashila). Chandragupt lúc đó là một nô lệ, một cậu bé tinh ranh được bạn bè giúp đỡ trong những trò nghịch ngợm ngốc nghếch của mình, mà không hề hay biết được rằng tương lai của cậu lại phải gánh vác trên vai một trách nhiệm cao cả đó là cai quản cả một đất nước Ấn Độ rộng lớn. Ngài bà-la-môn Chanakya nay đã đến Magadha – nơi được cai trị bởi một vị vua bất công và độc ác là Dhana Nanda để tìm kiếm sự giúp đỡ của ông trong việc khiến người Hy Lạp rời khỏi đất nước của mình và tạo dựng một Ấn Độ thống nhất, nhưng Dhananand đã trực tiếp làm bẽ mặt ngài bà-la-môn đó trước các thần dân và quân sư trong triều đình và điều này đã khiến Chanakya đã phải thề rằng ông sẽ lật đổ Dhananand ra khỏi ngôi vương và đưa một người có năng lực và xứng đáng lên cai trị ngai vàng của Magadha. Không lâu sau đó, Chanakya đã sớm tìm thấy được Chandragupt và ông đã nhận ra cậu ta là người xứng đáng để có thể cai trị Magadha và khiến cho cả một Ấn Độ rộng lớn được thống nhất. Vì lập được công lớn cho Dhananand, Chandragupt được hắn ta cho vào cung điện làm việc và sau đó còn được bộ nhiệm làm vệ sĩ của em gái Dhananand – Quận chúa Durdhara, dần dần cô quận chúa đó lại nảy sinh cảm tình với Chandragupt. Nhưng hai anh em nhà này lại không hề hay biết, để Chandragupt ở bên là một mối nguy hại tiềm tàng mà 2 người không bao giờ nghĩ tới...
Trên con đường mà ngài Chanakya đã huấn luyện cho Chandragupt, cậu ta đã biết được về danh tính thật của mình và cả cha của cậu - đức vua Chandravardhan của Vương quốc Piplivan, nhưng không may là vương quốc này đã bị phá hủy và cha của cậu đã bị giết bởi một người cậu đã quen mặt đó là tên vua ác độc - Dhananand. Và cậu cũng biết được rằng mình lúc còn nhỏ là một hoàng tử, cũng ngay tại thời điểm đó vương quốc của cậu đang sảy ra chiến tranh giữa vua cha của cậu và tên vua Dhananand độc tài; nhưng cũng thật may mắn vì cậu đã được đưa đi khỏi cung điện an toàn và sau đó vì thế cùng cực nên cậu bị bán làm nô lệ; còn mẹ cậu, người cậu nhầm tưởng là người vì tiền mà bán chính đứa con của mình làm nô lệ - Mura từ lâu đã bị Dhananand đưa về cung làm người hầu cho hắn. Một thời gian sau, Chanakya và Chandragupt đã thành lập được một đội quân nhỏ và họ tuyên chiến với Dhananand, nhưng lại thất bại. Sau đó không lâu, họ chiếm được một pháo đài là cung điên Hawai, mánh mối của họ đã bị để lộ đến tai của Dhananand, lập tức một cuộc chiến nữa lại nổ ra, vì thế cuộc, họ - Chanakya, Chandragupt, Mura và Sthoolbhadra được cho là đã chết trong cuộc bao vây, nhưng thực tế là cả bốn người đã trốn thoát. Bộ đôi Chanakya và Chandragupta sau đó vì được cho là đã nói dối và phản bội Seleucus bởi lời dụ dỗ của Ambhiraj nên đã bị ném xuống hố khi họ cố gắng tìm kiếm sự giúp đỡ của Seleucus. Hoàng hậu Mura và Sthoolbhadra không cứu được họ, nhưng Hoàng hậu Mura rất kiên cường nên họ sống ẩn mình với hy vọng rằng 2 người đó là Chanakya và Chandragupta còn sống, rồi một ngày bọn họ sẽ gặp lại nhau.
5 năm sau, Chandragupta ra khỏi hố cùng với Chanakya và những người khác đã bị mắc kẹt trong hố trước đó. Sau đó, Chandragupta cùng với hướng dẫn của ngài Chanakya đã tiếp cận được Ambhiraj và con trai của ông ta là Ambhikumar, rồi dẫn đến một kết cục cuối cùng cho 2 cha con nhà họ là bị giết chết bởi chính tay Chandragupta. Cùng thời điểm đó, họ cũng đã tìm thấy Malayketu - đứa con trai thất lạc của Porus và cậu ta được tuyên bố là vua của Pauravas, do đó Chandra nhận được sự giúp đỡ của quân đội Paurava, cũng dễ dàng như cách anh ấy chiếm được Takshashila khi không có vua. Tình yêu của quận chúa Durdhara và Chandragupta cũng đã chớm nỏ, họ đã yêu nhau và kết hôn không lâu sau đó. Chandragupta và quân đội Magadha của Dhananand lại đối mặt với nhau trong hàng loạt các cuộc chạm trán. Tổng kết lại, 7 người anh em còn lại của Dhananand, cũng như một số người từ phe của Chandragupta cũng bị giết, bao gồm các chiến binh của Piplivan, hoàng hậu Mura, 3 người bạn của Chandragupt và cả Malayketu - trước nhưng giây phúc cuối cùng của cuộc đời, cậu ấy đã truyền lại vương quốc của mình cho Chandragupt. Dhananand lúc đó đã bị đánh bại, rồi dẫn đến bị truất ngôi và cả bị lưu đày. Durdhara đã cố gắng sinh cho Chandragupt một cậu con trai là Bindusara, trước khi chết do ăn nhầm thức ăn bị nhiễm độc trong bữa ăn của cô. Dhananand chật vật tìm kiếm sự giúp đỡ từ Seleucus, nhưng làm sao mà Seleucus lại chấp nhận giúp đỡ cho tên vua thảm hại này đây khi đã bị truất ngôi, và rồi dẫn đến kết cục cuối cùng là bị Chandragupt giết chết trong sự nhục nhã. Từ đó trở thành vua của Magadha và toàn bộ đất nước Ấn Độ rộng lớn và thành lập Đế chế Maurya. Anh cũng kết hôn với Helena - con gái của Seleukos để thực hiện giao ước hòa bình giữa Chandragupt và tên Seleukos.

## Diễn viên

### Vai chính
- Faizal Khan vai Chandragupta Maurya: Cựu hoàng tử của Piplivan, vua của Magadha , hoàng đế đầu tiên của Đế quốc Maurya.[7][8]
  - Kartikey Malviya vai Chandragupta Maurya lúc nhỏ.[9][10][11]
- Tarun Khanna vai Chanakya: Một học giả đến từ Takshashila, cố vấn của Chandragupt, quân sư của Magadha .
- Saurabh Raj Jain vai Dhana Nanda: Vua của Magadha ,hoàng đế cuối cùng của Đế chế Nanda, kẻ thù của Chanakya[12][13]
- Aditi Sanwal vai Durdhara: tình yêu của Chandragupt và sau này là vợ của anh ta, em gái của Dhananand, cựu công chúa của Magadha, nữ hoàng của Đế chế Maurya, và là mẹ của Bindusara. 
  - Pranali Ghoghare vai Durdhura lúc nhỏ.
- Sneha Wagh vai Moora: cựu hoàng hậu của Piplivan, mẹ của Chandragupt.

### Vai phụ
- Kaivalya Chaddha vai Sthoolbhadra, cậu bạn mập của Chandragupt.
  - Shayank Shukla vai Sthoolbhadra lúc nhỏ.
- Harsh Mehta vai Indrajanik, cậu bạn của Chandragupt.
- Atharv Padhye vai Dhoomketu, cậu bạn của Chandragupt.
- Sujeet Kumar vai Bhairav người thân cận đi theo Chanakya ở đầu phim.
- Raj Routh vai nhà văn học Megasthenes
- Nimai Bali vai Amatya Rakshas, quan cận thần của Magadha.
- Dinesh Mehta vai Pandup, anh trai của Dhananand.
- Vinit Kakar vai Kaivarta, anh trai của Dhananand.[14]
- Munendra Singh Kushwah vai Pandugati, anh trai của Dhananand.
- Raman Thukral vai Malayketu, con trai của Vua Purushottam và Hoàng hậu Lachi, đồng thời là vua của Vương quốc Pauravas.
- D/v kxd vai Rudradev Singh, tổng tư lệnh và thống đốc của Vương quốc Pauravas.
- Pragati Mehra vai Dai Maa, nhũ mẫu của Dhananand, cũng là mẹ của Bhadrasaal và Shipra.
- Vishal Nayak vai Chandravardhan Maurya, cựu quốc vương của Piplivan, cha của Chandragupt.
- Vikas Verma vai Seleucus I Nicator, cựu Tướng quân của Alexander Đại đế , hoàng đế đầu tiên của Đế chế Seleukos.  (2018–2019)
- Gaurav Khanna vai Seleucus I Nicator, cựu Tướng quân của Alexander Đại đế , hoàng đế đầu tiên của Đế chế Seleukos. (2019)
- Barkha Sengupta vai Tarini, là tình cũ và giờ là vợ của Dhananand, nữ hoàng của Magadha.[15][16]
- Kamaljeet Rana vai Bhadrasaal, tổng tư lệnh quân đội Magadha, anh trai của Shipra và anh nuôi của Dhananand.
- Ankur Nayyar vai Ambhiraj, vua cai trị Takshashila
- Vivek Vallah vai Rajguru, người làm lễ tế của vương quốc Pauravas.
- Rohit Chandel vai Ambhikumar, hoàng tử của Takshashila, con trai của  Ambhiraj.
- Brownie Parashar vai Mahapadma Nanda, cựu quốc vương của Magadha, cha của Dhananand.
- Sumbul Touqueer vai Shubhada, con gái của Sukhdev và là bạn của Chandragupt khi cậu ta còn là nô lệ.
- Abhilash Chaudhary vai Agnimukh, một kiếm sĩ lão luyện, cựu chiến binh trong Quân đội Piplivan.
- Devesh Sharma vai Martand, con trai của Jagat Jala và hoàng tử của Paraspura, một người bạn của Chandragupt.
- Yogesh Mahajan  vai Durgam Daga, người em trai độc ác của Jagat Jala.